# Wawrzyniec z Dublina
Wawrzyniec z Dublina, celt. Lorcán Úa Tuathail, również Laurentius O’Toole  (ur. 1128 w Castledermot w irlandzkim hrabstwie Kildare, zm. 14 listopada 1180 w Eu we Francji) – arcybiskup Dublina, święty Kościoła katolickiego.

## Życiorys
Wawrzyniec pochodził z królewskiego rodu. Jego matka pochodziła z rodziny O'Byrne, a ojciec nazywał się Murtagh O'Tuathail i był lennikiem króla Leinsteru, Dermota MacMurrougha (siostra Wawrzyńca była jego żoną). Wychowywał się jednak w opactwie w Glendalough, gdzie został najpierw mnichem, a mając 25 lat, w 1154, został opatem. Przebywał tam 22 lata. W 1161 został w Dublinie wyświęcony na biskupa i powołany na arcybiskupa dublińskiej archidiecezji. Nawet po nominacji, często bywał w Glendalough, aby przebywać w samotni św. Kewina. Był zdecydowanym zwolennikiem reform kościelnych. Ze świeckich Kanoników katedralnych uczynił regularnymi przystępując do nich. Starał się też o ustanowienie pokoju między Irlandią a Anglią. Był aktywnym negocjatorem pomiędzy stronami, jako że więzy krwi wiązały go ze zwaśnionymi rodami. Na soborze laterańskim III (1179) mianowany został papieskim legatem dla Irlandii i doprowadził do pokoju między Henrykiem II a Ruaidrim II (król Connachtu 1166-1186), ostatnim królem Irlandii. 
Wawrzyniec zmarł 14 listopada 1180 wśród kanoników w Eu.

## Kult
Został kanonizowany 5 grudnia 1225 roku przez papieża Honoriusza III w katedrze w Rieti.
Jest patronem archidiecezji dublińskiej.
Jego wspomnienie liturgiczne obchodzone jest 14 listopada.
Przeniesienie relikwii wspominane jest 10 maja.